# Stor-Draggen
Stor-Draggen är en sjö i Leksands kommun i Dalarna och ingår i Dalälvens huvudavrinningsområde. Sjön har en area på 0,833 kvadratkilometer och ligger 253,9 meter över havet.

## Delavrinningsområde
Stor-Draggen ingår i det delavrinningsområde (672848-143965) som SMHI kallar för Mynnar i Limån. Medelhöjden är 300 meter över havet och ytan är 8,06 kvadratkilometer. Det finns ett avrinningsområde uppströms, och räknas det in blir den ackumulerade arean 20,5 kvadratkilometer. Vattendraget som avvattnar avrinningsområdet har biflödesordning 4, vilket innebär att vattnet flödar genom totalt 4 vattendrag innan det når havet efter 317 kilometer. Avrinningsområdet består mestadels av skog (66 procent) och sankmarker (22 procent). Avrinningsområdet har 0,95 kvadratkilometer vattenytor vilket ger det en sjöprocent på 7,9 procent.